# Дебелая, Татьяна Владимировна
Татьяна Владимировна Дебелая (укр. Тетяна Володимирівна Дебела; род. 28 января 1970, Павлоград, Днепропетровская область), в девичестве Фарафонова (укр. Фарафонова) — советская и украинская легкоатлетка, специалистка по барьерному бегу и спринту. Выступала в 1985—2004 годах, многократная чемпионка Украины, победительница и призёрка ряда крупных международных стартов, участница летних Олимпийских игр в Сиднее. Мастер спорта СССР. Мастер спорта Украины международного класса.

## Биография
Татьяна Фарафонова родилась 28 января 1970 года в городе Павлограде Днепропетровской области Украинской ССР. Занималась лёгкой атлетикой в местной Детско-юношеской спортивной школе под руководством тренера Натальи Ивановны Андреевой. Училась в павлоградской средней школе № 17. Ещё будучи девятиклассницей, в 1985 году на юниорском первенстве СССР выполнила норматив мастера спорта.
Впервые заявила о себе на международном уровне в сезоне 1987 года, когда вошла в состав советской сборной и выступила на юниорском европейском первенстве в Бирмингеме, где в зачёте бега на 400 метров с барьерами стала четвёртой.
Сделав некоторый перерыв в спортивной карьере, окончила Киевский государственный институт физической культуры и вышла замуж за метателя молота Андрея Дебелого, от которого в 1995 году родила сына Павла.
В 1996 году возобновила спортивную карьеру, в беге на 400 метров с барьерами выиграла бронзовую медаль на чемпионате Украины в Киеве, в составе украинской сборной выступила на нескольких международных стартах.
В 1997 и 1998 годах дважды подряд выигрывала чемпионаты Украины в 400-метровом барьерном беге. В матчевой встрече со сборными Италии и России в Гроссето выполнила норматив мастера спорта международного класса. Бежала эстафеты 4×100 и 4×400 метров на Кубке Европы в Санкт-Петербурге, став в данных дисциплинах четвёртой и седьмой соответственно.
В 2000 году вновь выиграла чемпионат Украины, стартовала в эстафете на Кубке Европы в Гейтсхеде. Благодаря череде успешных выступлений удостоилась права защищать честь страны на летних Олимпийских играх в Сиднее — на предварительном квалификационном этапе 400 метров с барьерами показала время 57,33, чего оказалось недостаточно для выхода в полуфинальную стадию соревнований.
В 2001 году победила на чемпионате Украины в эстафете 4×400 метров, в то время как в барьерном беге на 400 метров финишировала второй.
В 2002 году в беге на 400 метров с барьерами превзошла всех соперниц на чемпионате Украины в Донецке, стала шестой на Кубке Европы в Анси, выступила на чемпионате Европы в Мюнхене.
В 2003 году в эстафете 4×400 метров была пятой на чемпионате мира в помещении в Бирмингеме, в 400-метровом барьерном беге стала серебряной призёркой на Мемориале братьев Знаменских в Туле, бронзовой призёркой на чемпионате Украины в Киеве.
Завершила спортивную карьеру по окончании сезона 2004 года.